# 店子湖台地
店子湖臺地是位於臺灣桃園市楊梅區、龍潭區及新竹縣新埔鎮之間的臺地，設有店子湖發射站，發送無線電視訊號。天候良好時，可以遠眺臺北101。龍潭區「乳姑山」為店子湖臺地最高點，亦為欣賞夜景的絕佳地點。

## 延伸閱讀
- 許民陽. . . 臺灣師範大學. 1982 （中文（臺灣））.
- 鄧國雄、董德輝、陳建汝、葉柏舜. . . 臺北市立教育大學. 2003 （中文（臺灣））.
- 石再添、張瑞津、林雪美. . . 臺灣師範大學. 1996 （中文（臺灣））.
- 林朝棨. . . 臺灣省文獻委員會. 1957 （中文（臺灣））.
- 石再添、張瑞津、鄧國雄、黃朝恩. . . 臺灣省文獻委員會. 1996 （中文（臺灣））.
- 王昱. . . 臺灣大學. 2003 （中文（臺灣））.